# (2204) Lyyli
(2204) Lyyli ist ein Asteroid des Hauptgürtels, der am 3. März 1943 von dem finnischen Astronomen Yrjö Väisälä in Turku entdeckt wurde.
Benannt wurde der Asteroid nach der finnischen Amateurastronomin Lyyli Heinänen (1903–1988).